# Němčice (Zlín)
Němčice (in tedesco Niemtschitz) è un comune della Repubblica Ceca facente parte del distretto di Kroměříž, nella regione di Zlín.